# Alex Tayo Akande
Pour les articles homonymes, voir Akande.
 (juillet 2018).
Si vous disposez d'ouvrages ou d'articles de référence ou si vous connaissez des sites web de qualité traitant du thème abordé ici, merci de compléter l'article en donnant les références utiles à sa vérifiabilité et en les liant à la section « Notes et références ».
Alexander Oluwatayo Akande, né le 9 février 1989, plus connu sous le nom d'Alex Akande ou d'Alex Tayo Akande, est un footballeur international hongkongais originaire du Nigeria. Il joue au poste d'avant-centre au Kitchee SC.

## Biographie

### En club
Akande arrive à Hong Kong en 2008 et joue en faveur de l'Avance Tai Chung en 2e division de Hong Kong. Ses bonnes performances attirent l'intérêt de la 1re division de la côte orientale. Akande rejoint ainsi l'Eastern Football Team en janvier 2009, et termine la saison avec six buts marqués.

### En équipe nationale
Il joue son premier match en équipe de Hong Kong le 7 novembre 2015, contre la Birmanie (victoire 5-0). Lors de ce match, il inscrit son premier but en sélection.
Le 6 novembre 2016, il est l'auteur d'un doublé face à Guam (victoire 3-2). Trois jours plus tard, il inscrit un quadruplé contre Taïwan (victoire 4-2).

## Palmarès
| Tai Po - Championnat de Hong Kong de D3 (1) : - Champion : 2013-14. |  | Kitchee SC - Championnat de Hong Kong (5) : - Champion : 2013-14, 2014-15, 2016-17, 2017-18 et 2020-21. - Coupe de Hong Kong (2) : - Vainqueur : 2016-17 et 2017-18. - Coupe de la Ligue de Hong Kong (1) : - Vainqueur : 2017-18. |